# NGC 2866
NGC 2866 је расејано звездано јато у сазвежђу Једра које се налази на NGC листи објеката дубоког неба.
Деклинација објекта је - 51° 6' 8" а ректасцензија 9h 22m 6,5s. Привидна величина (магнитуда) објекта NGC 2866 износи 11,5. NGC 2866 је још познат и под ознакама OCL 774, ESO 212-SC3.